# 細物警探
是一部2021年美國新黑色犯罪驚悚片，由約翰·李·漢考克執導兼編劇，主演包括丹佐·華盛頓、雷米·馬利克、傑瑞德·雷托、娜塔莉·摩拉利斯和蘇菲亞·瓦希麗娃。劇情講述一名老練的警探與年輕的新搭檔合作追捕一名連環殺手。主要拍攝於2019年9月2日在加利福尼亞州洛杉磯開始進行，直至同年12月結束。
《細物警探》由華納兄弟定於2021年1月29日美國上映，以及在HBO Max上同步發行一個月。

## 劇情
故事敘述疲憊不堪的克恩縣警員狄克為了一起連環謀殺案而與來自加利福尼亞州的洛杉磯縣警局警探貝克斯特合作。狄克對於「細節」的察覺非常敏銳，這有助於將線索拼湊在一起，但他違反規則的行事作風則讓貝克斯特感到頭疼；與此同時，狄克還必須對抗來自過去的黑暗秘密。

## 演員
- 丹佐·華盛頓[8]飾演克恩縣治安官喬·「狄克」·戴肯（Kern County Deputy Sheriff Joe "Deke" Deacon）
- 雷米·馬利克[8]飾演洛杉磯警長部警官吉姆·「吉米」·貝克斯特（L.A. Sheriff Department Sergeant Jim "Jimmy" Baxter）
- 傑瑞德·雷托[8]飾演艾伯特·史帕瑪（Albert Sparma）
- 娜塔莉·摩拉利斯（英语：Natalie Morales (actress)）[8]飾演潔咪·埃斯特拉達警探（Detective Jamie Estrada）
- 喬瑞斯·賈斯基（英语：Joris Jarsky）飾演羅傑斯警佐（Detective Sergeant Rogers）
- 希拉·休蘭漢（Sheila Houlahan）飾演佩姬·卡拉漢（Paige Callahan）
- 蘇菲亞·瓦希麗娃（英语：Sofia Vassilieva）[8]飾演蒂娜·薩爾瓦托（Tina Salvatore）
- 麥克·海耶特（英语：Michael Hyatt）[8]飾演芙洛·鄧尼根（Flo Dunigan）
- 凱莉·歐馬利（Kerry O'Malley）[8]飾演羅伯茲夫人（Mrs. Roberts）
- 傑森·詹姆斯·瑞特（英语：Jason James Richter）[8]飾演丹尼斯·威廉姆斯警探（Detective Dennis Williams）
- 伊莎貝兒·阿賴薩（Isabel Arraiza）飾演安娜·貝克斯特（Anna Baxter）
- 約翰·哈倫·金（英语：John Harlan Kim）飾演亨德森警官（Officer Henderson）
- 泰瑞·金尼（英语：Terry Kinney）[8]飾演法瑞斯警監（Captain Farris）
- 克里斯·鮑爾[8]飾演薩爾·里佐利（Sal Rizoli）
- 瑪雅·卡山飾演朗達·拉斯本（Rhonda Rathbun）

## 製作
1993年漢考克為斯蒂芬·斯皮尔伯格寫了劇本初稿，本由史蒂芬·史匹柏執導，但是史匹柏因為認為故事太黑暗而跳過了。漢考克在決定執導自己的劇本之前，克林·伊斯威特、沃伦·比蒂和丹尼·德維托都分別擔任導演。漢考克說，李國豪在去世那一年，在閱讀劇本後想要出演電影的一個角色。
2019年3月，丹佐·華盛頓正在與華納兄弟和約翰·李·漢考克接洽，有望在漢考克自編自導的驚悚電影《細物警探》中擔任主演，最快將於同年夏季開拍；除此之外，片商還打算尋找另一位一線演員來和華盛頓共同領銜主演該片。劇情敘述描述一名克恩縣警員狄克（Deke）和洛杉磯縣警局警探貝克斯特（Baxter）合作調查一起連環謀殺案。5月，雷米·馬利克將被選來飾演貝克斯特，馬克·強森則會擔任監製。8月，傑瑞德·雷托正在參與會談，有望在片中飾演一名連環殺手。9月，娜塔莉·摩拉利斯加入演出陣容，將飾演與貝克斯特一起工作的警探；而喬瑞斯·賈斯基、希拉·休蘭漢（Sheila Houlahan）和蘇菲亞·瓦希麗娃也於同年宣布出演該片。10月，麥克·海耶特、凱莉·歐馬利（Kerry O'Malley）、傑森·詹姆斯·瑞特、伊莎貝兒·阿賴薩（Isabel Arraiza）、約翰·哈倫·金和湯姆·休斯已簽約參演；其中，金將飾演一名新人警察。
主要拍攝於2019年9月2日起在加利福尼亞州洛杉磯開始進行。拍攝工作於2019年12月在洛杉磯宣布結束。電影配樂由湯瑪斯·紐曼作曲。

## 發行
華納兄弟將《細物警探》定於2021年1月29日在美國上映。和多數2021年的華納兄弟電影一樣，該片在HBO Max上同步發行一個月。

## 外部連結
- 互联网电影数据库（IMDb）上《細物警探》的资料（英文）